# Milly-Lamartine
Milly-Lamartine là một xã thuộc tỉnh Saône-et-Loire trong vùng Bourgogne-Franche-Comté miền đông nước Pháp.